# (24974) Macúch
(24974) Macúch, désignation internationale (24974) Macuch, est un astéroïde de la ceinture principale d'astéroïdes.

## Description
(24974) Macuch est un astéroïde de la ceinture principale d'astéroïdes. Il fut découvert le 21 avril 1998 à Modra par Peter Kolény et Leonard Kornoš. Il présente une orbite caractérisée par un demi-grand axe de 2,20 UA, une excentricité de 0,23 et une inclinaison de 6,7° par rapport à l'écliptique.

## Compléments